# Кароеби
Кароеби е град — община в южната част на бразилския щат Рорайма. Общината е част от икономико-статистическия микрорегион Югоизточна Рорайма, мезорегион Южна Рорайма. Населението на Кароеби към 2010 г. е 8114 души, а територията е 12 065.543 km2.

## История
Общината е създадена на основание Закон № 082, от 4 ноември 1994 г., след като се отцепва от съседната община Сау Жуау да Бализа. Законът влиза в сила през 1997 г.

## География
Кароеби се намира в икономико-статистическия микрорегион Югоизточна Рорайма, мезорегион Южна Рорайма. Отстои на 338 km от щатската столица Боа Виста. По данни от преброяването през 2010 г., населението възлиза на 8114 души, които живеят на територия от 12.066 km² (0,67 д/km²). Релефът е предимно равнинен, заемащ около 70% от територията, а останалата част са хълмисти и крайречни площи. Флората е съставена предимно от гъсти дъждовни гори. Индианското население съставлява 52,70% от общото население на общината.
Климат
Климатът е тропично-дъждовен със сух сезон, с относително висок регистър на валежи, между 1.500 mm и 1.750 mm. Средната годишна температура е около 28 °C, като минималната е около 26º, а максималната достига до 38 °C.
Граници
- На север: с Гаяна и Каракараи;
- На юг: с щата Амазонас (общини Нямунда и Урукара);
- На изток: с щата Пара (община Оришимина);
- На запад: с общините Сау Жуау да Бализа и Каракараи.

## Икономика
Земеделие
Икономиката на общината, както повечето в щата, се основава на земеделието. Произвеждат се ориз, маниока, банани, царевица и портокали.